# Глендейл (Калифорния)
Гле́ндейл (англ. Glendale) — город на западе США, штат Калифорния; северный пригород Лос-Анджелеса. 191 719 жителей. Разнообразная промышленность (15 тыс. занятых), ведущая отрасль — авиаракетная.

## История
В 1798 году Хосе Мария Вердуго, капрал испанской армии из Нижней Калифорнии, получил ранчо Сан-Рафаэль от губернатора Диего де Борика, оформив его владение и пользование землёй, на которой он пас скот и занимался сельским хозяйством с 1784 года. Ранчо Сан-Рафаэль было испанской концессией. В отличие от более поздних мексиканских земельных даров, концессии было дано разрешения на выпас скота, при этом право собственности оставалось за испанской короной.
В 1884 году жители собрались, чтобы сформировать городскую территорию и выбрали название «Глендейл». Она была ограничена первой улицей (теперь Лексингтон-драйв) на севере, пятой улицей (теперь Гарвард-Стрит) на юге, Центральной Авеню на Западе и трактом Чайлдс на востоке.

## Население
Согласно статистическому отчету за 2010 г., в городе насчитывалось 191 719 жителей. Плотность населения, таким образом, составляла 2421 человек на 1 км². Расовый состав населения города был таков: 71,1 % белые, 16,4 % азиаты, 1,3 % афроамериканцы, 0,3 % индейцы, 0,1 % — представители коренного населения островов Тихого океана, 6,3 % — представители иных рас. Среди белых, 34,1 % населения определяли своё происхождение как армянское, 17,4 % — как латиноамериканское.

## Экономика
С 1964 года в Глендейле располагается международная штаб-квартира International Karate Association.
С 2003 года в Глендейле располагается международная штаб-квартира фонда «Дорога к счастью».
Также Глендейл известен как город, где в 1945 году появилось первое в мире кафе-мороженое Baskin Robbins.
В Глендейле расположена штаб-квартира Disney Television Animation.

### Промышленность и развитие
Мемориальный парк Форест-Лаун был основан в Тропико (позднее присоединен к Глендейлу) в 1906 году и славится своей коллекцией произведений искусств и захоронением многих знаменитостей, а также открытием в 1933 году первого похоронного бюро на кладбищах в любой точке Соединенных Штатов.
Сеть гамбургерных ресторанов Bob’s Big Boy началась в Глендейле на востоке Колорадо в августе 1936 года, а сеть кафе-мороженых Баскин-роббинс началась на Адамс-сквер в 1945 году. В Публичной Библиотеке Глендейла на Гарвард-стрит, находится отдел «специальных коллекций», который содержит оригинальные документы и записи о большей части истории Глендейла. Она также содержит одну из самых больших коллекций книг о кошках в мире, более 20 000 томов.

## Правительство

### Местное самоуправление
Согласно последнему всеобъемлющему годовому финансовому отчету города, различные фонды города имели $ 576 млн доходов, $543 млн расходов, $2,090 млн общих активов, $481 млн общих обязательств и $ 460 млн наличных средств и инвестиций. Глендейл избирает своих членов городского совета в целом на четырёхлетний срок.

### Представительство Штатов и федераций
В Палате Представителей Соединенных Штатов Глендейл находится в 28-м округе Конгресса Калифорнии, представленном демократом Адамом Шиффом.
В Законодательном собрании штата Калифорния, Глендейл находится в 25-м округе Сената, представленном демократом Энтони Портантино, и в 43-м округе Ассамблеи, представленном демократом Лаурой Фридман.

## Архитектура
Программа исторического сохранения города Глендейл началась в 1977 году с обозначения 28 объектов недвижимости в качестве городских достопримечательностей. Глендейлский регистр исторических ресурсов был создан в 1997 году с первоначальными 28 городскими достопримечательностями и девятью дополнительными объектами недвижимости. В настоящее время реестр включает более 100 объектов недвижимости.
Кроме того, 11 объектов недвижимости в Глендейле включены в Национальный реестр исторических объектов. Самые известные исторические объекты города включают в себя Catalina Verdugo Adobe, Бренд Библиотеку и Арт Центр, Южно-Тихоокеанское железнодорожное депо Глендейла, Аэропорт Гранд Сентрал и театр Алекса.

## Армяне Глендейла
Армянские семьи жили в городе с 1920 года, но рост иммиграции интенсифицировался в 1970-х годах. Армяне хорошо интегрированы в городе, владеют многими предприятиями, несколькими армянскими школами, а также этническими и культурными организациями.
Глендейл имеет самый высокий процент жителей армянского происхождения, большинство из которых прибыли в город в течение последних двух десятилетий. Город Глендейл является домом для одной из крупнейших армянских городских общин.
По данным переписи населения США 2010 года, в Глендейле постоянно проживают 65 343 армян, что составляет 34,1 % общей численности населения. С 1990 года, когда в городе насчитывалось 31 402 армянина, их численность возросла более чем вдвое.
Некоторые члены знаменитой рок-группы System of a Down также начинали свою карьеру в Глендейле.

## Мемориальный парк
С 1906 г. в Глендейле действует мемориальный парк Форест-Лаун, где покоятся великие «звёзды» Америки. Всего на кладбище свыше 250 тысяч захоронений.

## Климат
| Показатель                                   | Янв.  | Фев.  | Март  | Апр. | Май  | Июнь | Июль | Авг. | Сен. | Окт. | Нояб. | Дек. | Год   |
| -------------------------------------------- | ----- | ----- | ----- | ---- | ---- | ---- | ---- | ---- | ---- | ---- | ----- | ---- | ----- |
| Абсолютный максимум, °C                      | 33,9  | 33,3  | 35,6  | 40,6 | 38,9 | 43,3 | 43,3 | 41,7 | 43,3 | 42,2 | 36,7  | 33,9 | 43,3  |
| Средний суточный максимум, °C                | 20,0  | 21,0  | 22,0  | 24,0 | 26,0 | 29,0 | 32,0 | 33,0 | 32,0 | 28,0 | 23,0  | 20,0 | 25,8  |
| Средняя температура, °C                      | 13,5  | 14,5  | 15,0  | 17,0 | 19,0 | 21,5 | 24,0 | 25,0 | 24,0 | 20,5 | 16,0  | 13,5 | 18,6  |
| Средний суточный минимум, °C                 | 7,0   | 8,0   | 8,0   | 10,0 | 12,0 | 14,0 | 16,0 | 17,0 | 16,0 | 13,0 | 9,0   | 7,0  | 11,4  |
| Абсолютный минимум, °C                       | −5    | −8,3  | −5    | 1,1  | 2,8  | 5,0  | 7,2  | 8,9  | 6,7  | 2,8  | −1,7  | −3,3 | −8,3  |
| Норма осадков, мм                            | 113,8 | 127,0 | 111,3 | 31,0 | 11,4 | 5,3  | 1,3  | 5,3  | 12,2 | 16,5 | 38,1  | 62,5 | 535,7 |
| Источник: Glendale historic weather averages |       |       |       |      |      |      |      |      |      |      |       |      |       |

## Города-побратимы
- Капан, Армения
- Тлакепаке, Мексика
- Росарито, Нижняя Калифорния, Мексика
- Кимпхо, Республика Корея
- Хигасиосака, Япония